# (100) Hècate
Hekate és l'asteroide núm. 100 de la sèrie. Fou descobert per en James Craig Watson (1838-1880) l'11 de juliol del 1868 a Ann Arbor. També va ésser descobert, encara que publicat més tard, el 18 de juliol del 1868 per en C. Wolf a París.
És un asteroide gran del cinturó principal de magnitud 12,9 i amb una distància mitjana del Sol de 2,68 UA. El seu nom es deu a Hècate, la deessa de la bruixeria a la mitologia grega, i també commemora la seva posició a la sèrie amb el mot grec "Hekaton" que significa cent.
El 14 de juliol del 2003 s'observà una ocultació d'una estrella per Hekate des de Nova Zelanda.